# Alec Issigonis
Alexander Arnold Constantine Issigonis, più noto come Alec Issigonis (Smirne, 18 novembre 1906 – Edgbaston, 2 ottobre 1988), è stato un ingegnere britannico di origine greca conosciuto come il "padre" della Mini.

## Biografia
Alec Issigonis nacque a Smirne, allora parte dell'Impero ottomano. Il nonno paterno, Demosthenis Issigonis, era originario dell'isola greca di Paro ed aveva acquisito la cittadinanza britannica lavorando alla costruzione di ferrovie in Turchia per conto di società britanniche. Il padre Constantine, dopo aver studiato in Inghilterra, aveva fatto ritorno a Smirne impiantando un'impresa di costruzioni navali. La madre, Hulda Prokopp, era invece di origine tedesca.

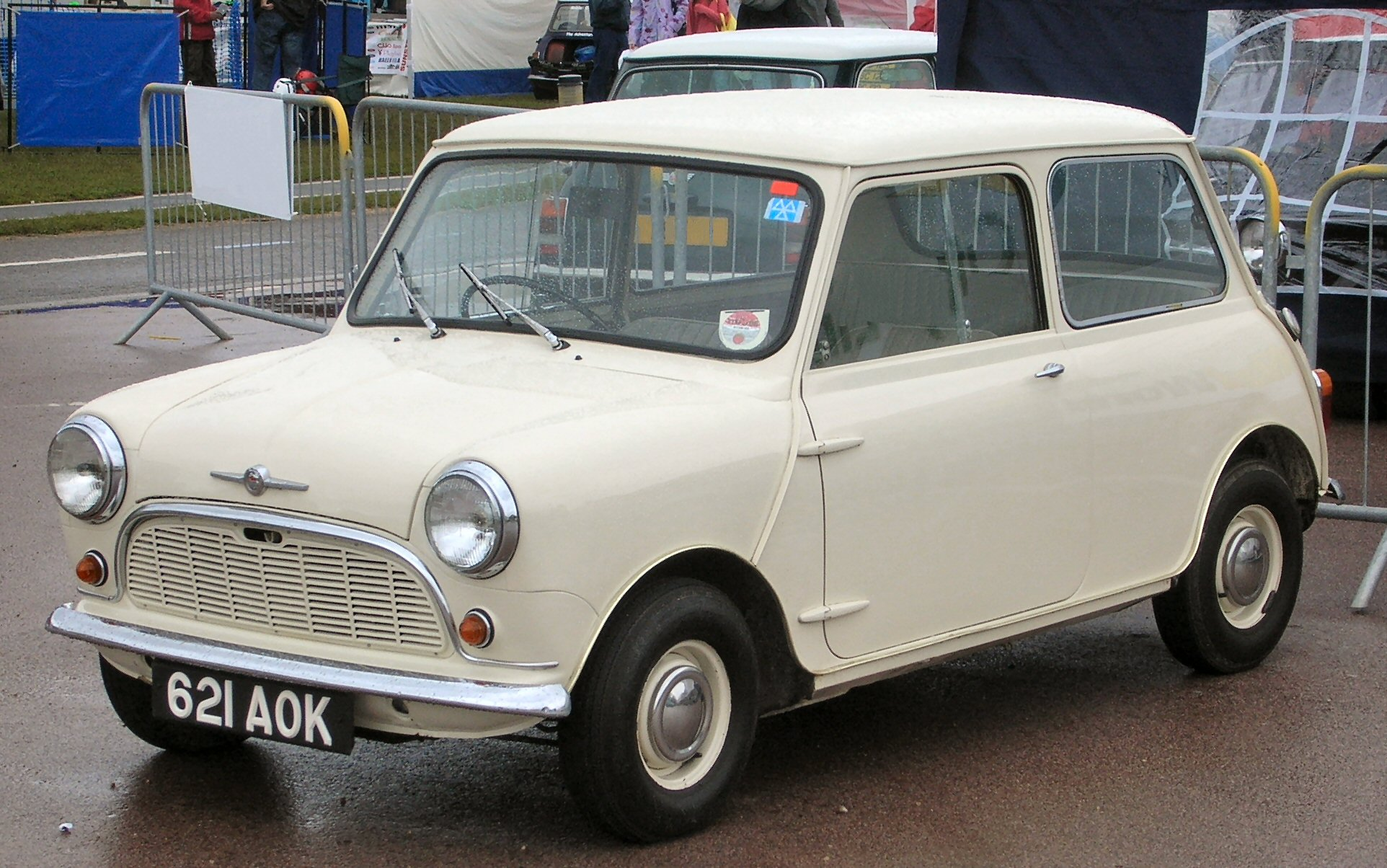
La Mini, la più nota tra le auto progettate da Alec Issigonis

In seguito alla sconfitta greca nella guerra con la Turchia, nel settembre 1922 i greci vennero espulsi dalla Turchia e la famiglia Issigonis riparò a Malta, abbandonando a Smirne le loro proprietà. Nel 1923, alla morte del padre, Alec si trasferì con la madre a Londra e seguì corsi di ingegneria al Politecnico di Battersea. Non arrivò a laurearsi, ma conseguì il diploma in ingegneria navale.
Inizia la sua attività lavorativa nel 1928, partecipando alla progettazione di una trasmissione semi automatica per una piccola azienda meccanica, passando poi alla Humber di Coventry e, nel 1936, alle dipendenza della casa automobilistica MG. È per conto di quest'azienda che Issigonis eseguì i suoi primi progetti importanti, come quello di un'auto da competizione sovralimentata e quello di una autovettura di piccola cilindrata, i cui primi studi risalgono al 1944.
Il risultato dei suoi studi ebbe luce nel 1948 con la presentazione ufficiale della "Minor" ma i problemi societari della Morris, in quegli anni fusasi con la Austin Motor Company crearono i presupposti per un passaggio di Issigonis ad un'altra azienda, la Alvis, dove rimase sino al 1955 progettando una berlina sportiva V8 che non sarà però mai prodotta in serie.

In seguito alla crisi petrolifera del Canale di Suez del 1956 gli fu chiesto di riprendere mano ai progetti di un'utilitaria dai consumi ridotti e da questa esigenza aziendale nacque nel 1959 la Mini, a trazione anteriore e motore trasversale, il modello che creerà la fama universale del progettista.

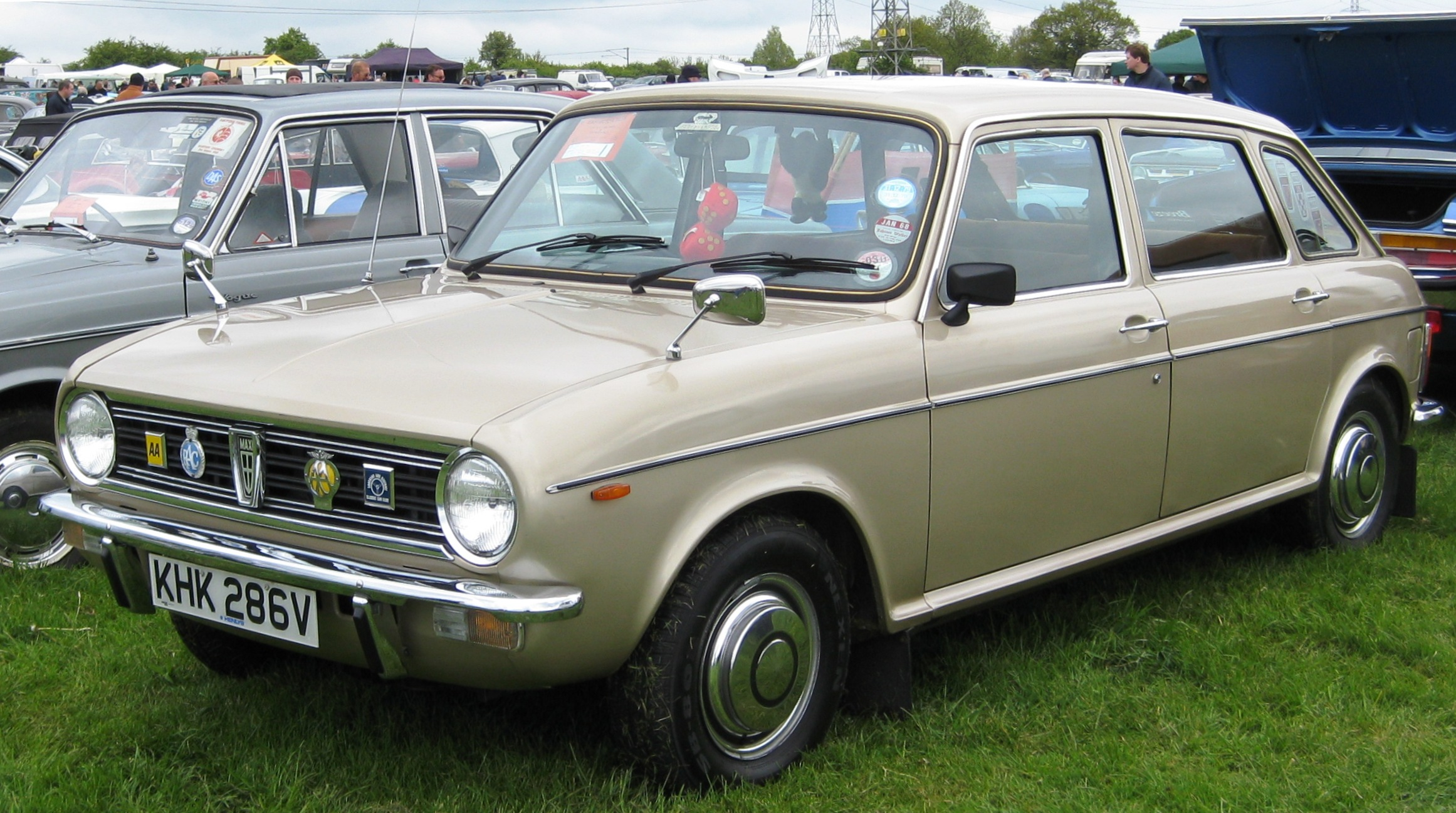
L’Austin Maxi era l'ultima vettura progettata da Issigonis commercializzati da British Leyland.

Tra gli altri progetti curati da Issigonis vi furono anche la Austin 1100 con le particolari sospensioni interconnesse del tipo Hydrolastic utilizzate anche nei modelli seguenti, la Austin 1800 e la Austin Maxi.
Nel periodo della sua maggior notorietà ottenne vari riconoscimenti in patria: nel 1967 divenne membro della Royal Society e nel 1969 venne nominato Commendatore dell'Ordine dell'Impero Britannico.
La sua intensa attività ebbe un brusco fermo nel 1971 quando gli venne diagnosticata la malattia di Parkinson, cosa che non gli impedì peraltro di restare nell'ambiente come consulente aziendale fino al 1987. Morì il 2 ottobre 1988 per una polmonite.
Per il suo lavoro nel campo delle automobili è stato inserito nella Automotive Hall of Fame nel 2003.

## Curiosità
- Nonostante la vita trascorsa a progettare autovetture, Issigonis era un grande appassionato di treni. Negli anni da pensionato costruì, pezzo per pezzo, un modellino di treno e i binari su cui farlo correre; questi ultimi in una quantità talmente sovrabbondante che dovette chiedere il permesso ai vicini di casa per poterli posizionare. Così, ogni giorno, il convoglio in miniatura di Issigonis usciva dal garage e vi ritornava dopo aver percorso anche i giardini delle villette adiacenti, per la gioia dei bimbi che vi abitavano.[1]